# Viaducte de Sant Vicenç
El viaducte de Sant Vicenç o Pont Blanc és un pont de carretera que connecta l'autovia A-2 i l'autopista B-23 entre Sant Vicenç dels Horts i Sant Feliu de Llobregat passant per sobre del riu Llobregat i les vies de tren.
Està format per un tauler continu de formigó blanc i perfil arrodonit recolzat sobre sis arcs metàl·lics el·líptics (els quatre centrals de 58 metres de llum), tot i que estructuralment el pont es comporta com una biga contínua de cantell variable i no com un pont d'arc. Els arcs es recolzen en piles de formigó. Té 350 metres de longitud i 10 d'amplada. Als dos extrems té rotondes que connecten amb les sortides de l'autopista i l'autovia.
Es va construir entre 1998 i 1999.